# Идите с Богом (фильм)
«Идите с Богом» (исп. Vaya con Dios) — немецкий фильм о монахах-певцах вымышленного ордена «канторианцев» и их путешествии из Германии в Италию.

## Сюжет
Канторианцы верят, что Дух Святой — это звук, что он присутствует в их песнопениях, и что когда они поют, они становятся ближе к Богу. В 1693 г. папа Иннокентий VII отлучил канторианцев от Церкви. К настоящему времени сохранилось только два монастыря канторианцев — Ауэрсберг в Германии и Монтечерболи в Италии. В Ауэрсберге уже двести лет хранится рукопись Regula Cantorianorum, содержащая устав ордена.
За прошедшее время монастырь Ауэрсберг сильно обеднел, в нём осталось всего четыре монаха: престарелый аббат Стефан (Трауготт Буре); Бенно (Михаэль Гвиздек), в молодости учившийся в Риме с иезуитами; Тассило (Матиас Бреннер), выходец из крестьянской семьи, с 14 лет живущий в монастыре; и молодой Арбо (Даниэль Брюль), с детства росший в монастыре с его средневековым укладом жизни и не знакомый с современным миром за границей обители.
Фильм начинается с визита в Ауэрсберг владелицы земли, на которой стоит монастырь. Она требует уплаты ренты. Денег у монастыря нет, от волнений с аббатом Стефаном случается сердечный приступ, и он скоропостижно умирает. Перед смертью он завещает остающимся покинуть Ауэрсберг и идти в Монтечерболи, чтобы передать туда Regula Cantorianorum.
Трое монахов отправляются в путь, имея в своем распоряжении лишь старинную карту, с указанным на ней королевством Баварией и другими давно не существующими государственными образованиями. По пути они встречают журналистку Кьяру (Кьяра Шорас), которая соглашается их немного подвезти. Последовавшим событиям посвящена основная часть фильма.

## Музыка

### Исполняемая монахами
Исполняется в фильме преимущественно четырьмя певцами:
- Мейндерт Зварт (Meindert Zwart)[9] (контратенор)
- Хеннинг Фосс (Henning Voß)[10] (контратенор)
- Йоахим Дуске (Joachim Duske)[11] (тенор)
- Томас Виттиг (Thomas Wittig)[12] (баритон)

Представлена фрагментами следующих пяти сочинений:
- Перринет[13] — Кредо (4-гол.)

Звучит в самом начале фильма, на фоне заглавных титров. Исполняют: Зварт, Фосс, Дуске, Виттиг. Представлен начальный фрагмент Кредо, на слова «Credo in unum Deum, Patrem omnipotentem, factorem cæli et terræ, visibilium omnium et invisibilium. Et in unum Dominum Jesum Christum, Filium Dei unigenitum» (Верую во единого Бога, Отца Всемогущего, творца неба и земли, видимого всего и невидимого. И во единого Господа Иисуса Христа, Сына Божия единородного). Нотный текст этой полифонической вокальной пьесы сохранился, полностью, либо фрагментарно, в шести рукописях кон. XIV — нач. XV вв. Стилистически она близка к музыке предшествующего периода Ars nova, в частности, к музыке знаменитой «мессы Нотр-Дам» Гийома де Машо.
- Жоскен Депре — Tu solus qui facis mirabilia[14][15][16] (четырёхголосный мотет)

Фрагментарно звучит в фильме дважды. Сначала — в первом эпизоде фильма, перед появлением землевладелицы. Исполняют: Зварт, Фосс, Дуске, Виттиг. Затем — в конце фильма, причём на этот раз в вокальный ансамбль включаются ещё четыре певца, в числе которых поет и режиссёр фильма Золтан Спиранделли.
- И. Стравинский — Pater noster

Это песнопение монахи поют в эпизоде, когда они оказываются между двумя поездами. Исполняют: Зварт, Фосс, Виттиг. Это сочинение для смешанного хора без сопровождения (в оригинале — на четыре голоса) Стравинский написал в 1926 г. на канонический православный текст «Отче наш», а в редакции 1949 г. сохранил ту же музыку, но с латинским текстом.
- Аноним — Genealogia Christi (1-/3-гол.)

Это песнопение монахи поют на каменоломне в лесу. Исполняют: Зварт, Фосс, Виттиг. Текст: родословная Иисуса Христа по Евангелию от Матфея. Источник: рукопись конца XV в. из Загреба

(издана в 1981 г.
).
В силу периферийного происхождения данного источника, полифония в этом песнопении отличается большой архаичностью, стилистически оно более родственно музыке не конца XV в., а XIII—XIV вв. Анонимная «Родословная Христа» неоднократно исполнялась и записывалась в XX в. (в разной тесситуре и разной вокальной аранжировке). В фильме это песнопение исполняется в сильно сокращённом виде, а к одноголосному запеву на слова «Aminadab autem genuit Naasson» добавлен имитирующий второй голос. Начальная фраза песнопения «Dominus vobiscum» (Господь с вами) ещё два раза звучит в конце фильма, перед финальной песней.
- Г. Ноймарк[26]/Т. Гравенхорст — Wer nur den lieben Gott läßt walten[нем.][27][28][29]

В фильме исполняется в ходе мессы в иезуитском монастыре. Исполняют Зварт, Фосс, Виттиг, хор церкви Св. Михаила в Люнебурге, на органе играет Т. Гравенхорст (он исполняет прелюдию, гармоническое сопровождение хорала и постлюдию; он же играет и роль органиста в данном эпизоде фильма). По сюжету фильма этот эпизод происходит в иезуитском монастыре в Карлсруэ, но в действительности он был снят в церкви Альтенбургского замка (Альтенбург, Тюрингия), известной своим большим барочным органом, построенным в 1735—1739 гг. выдающимся органным мастером Т. Г. Г. Тростом.

### Популярная
- «Uh, na na na»

Композитор: Д. Ф. Петерсен, Текст: Дуайт Стори, Исполняет: Флой (Floy).
Кассету с записью этой песни Кьяра включает в машине. Музыка вызывает удивление и резкие критические замечания монахов («Эта композиция против всех правил. Постоянные параллельные квинты и частые проходящие ноты на сильной доле такта. Женщина поет горлом. В общем и целом — ужасная музыка.»). Первоначально в фильме предполагалось использовать песню Nah Neh Nah бельгийской группы Vaya Con Dios, но права на использование этой песни получить не удалось, и в итоге Петерсен и Стори сочинили песню с похожим названием, а испанское пожелание доброго пути осталось в названии фильма.
- «Freak»

Композитор: Д. Ф. Петерсен, Текст: Дуайт Стори.
Поет исполнительница главной женской роли в фильме Кьяра Шорас.
Песня звучит в конце фильма, на фоне заключительных титров.

## Об авторах и истории создания
Золтан Спиранделли в юности пел в церковном хоре в родном Кронберге. Это дало возможность познакомиться «изнутри» с произведениями Шютца, Баха, Генделя, и, по его словам, глубоко повлияло на него. Впоследствии он окончил Студию оперной режиссуры в Гамбургской высшей школе музыки и театра и одновременно учился в Гамбургской высшей школе изобразительных искусств. В процессе учёбы и по её окончании он выпустил, как режиссёр, ряд короткометражных фильмов и телевизионных работ. «Идите с Богом» — его первый полнометражный фильм. В нём он выступил как автор сценария, режиссёр, актёр (в роли аббата Грегора, настоятеля монастыря Монтечерболи) и один из певцов (в исполнении «Tu solus» в конце фильма). По словам Спиранделли, примерно за десять лет до появления фильма он однажды, перебирая уценённые виниловые пластинки, наткнулся на старый альбом с записями сочинений Жоскена Депре. Мотет «Tu solus» произвел на него сильное впечатление, и он задумался о возможности создания фильма, в котором было бы использовано это произведение. В итоге стала сама собой складываться история о трёх монахах, преданных музыке. Его помощником в разработке сценария стал театральный режиссёр Давид Гравенхорст. Брат Давида, Тобиас — кантор церкви Св. Михаила в Люнебурге, стал консультантом по церковной музыке в фильме. Он же выступил и в качестве органиста и актёра в эпизоде в иезуитском монастыре.